# Coleophora caucasica
Coleophora caucasica é uma espécie de mariposa do gênero Coleophora pertencente à família Coleophoridae.